# 阿什巴克
阿什巴克（法语：Aschbach，发音：[aʃbak] 或 [aʃbax]）是法国大东部大区下莱茵省阿格诺-维桑堡区（Haguenau-Wissembourg）和维桑堡县（Wissembourg）的市镇。